# Saison 3 des Bleus : Premiers pas dans la police
Chronologie
Saison 2 Saison 4
Cet article présente le guide des épisodes de la troisième saison de la série télévisée française Les Bleus : Premiers pas dans la police (2006-2010).

## Épisode 1:Un voisin encombrant
- France : 1er mai 2010 sur M6

- France : 2,1 millions de téléspectateurs[1]

- Edgar Givry : Michel Bertin

## Épisode 2:Faillites collectives
- France : 1er mai 2010 sur M6

- France : 2,1 millions de téléspectateurs[1]

- Yvon Martin : M. Dubois
- Jean-Paul Dubois : Roland Laporte
- Bénédicte Loyen : Karine Leroux

## Épisode 3:L'Envers du décor
- France : 8 mai 2010 sur M6

- Félicien Juttner : Maxime
- Cyril Couton : Michel
- Jean-Paul Dubois : Roland Laporte
- Danièle Douet : Eléonore Lecomte
- Benjamin Baroche : Lousteau

## Épisode 4:Le Passé retrouvé
- France : 8 mai 2010 sur M6

- Félicien Juttner : Maxime
- Cyril Couton : Michel
- Jean-Paul Dubois : Roland Laporte
- Pasquale d'Inca : Lionel Delgado
- Eric Godon : Artiguste

## Épisode 5:Amour fou
- France : 15 mai 2010 sur M6

- Nicolas Grandhomme : Bruno Frémont
- Félicien Juttner : Maxime
- Josiane Lévêque : Gisèle Frémont
- Fred Bianconi : le procureur

## Épisode 6:À mains nues
- France : 15 mai 2010 sur M6

- Nicky Marbot : André Lebic
- Patrick Vo : Liang
- Rosine Cadoret : Blandine Challe
- Romane Portail : Julianne
- Frédéric Bouraly : Philippe Marseille

## Épisode 7:La Tentation d’Alex
- France : 22 mai 2010 sur M6

- Renaud Bernard : Charlie
- Philippe Hérisson : Edmond d'Antigny

## Épisode 8:Corps étrangers
- France : 22 mai 2010 sur M6

- Anton Yakovlev : Askan
- Félicien Juttner : Maxime
- Mélèze Bouzid : Adolescente
- Gabrielle Atger : Femme accueil hôpital
- Albert Goldberg : Homme de main Askan